# Círculo de Recreo
El Círculo de Recreo es un edificio ecléctico de la ciudad de Valladolid (Castilla y León, España) que alberga la institución homónima. Se encuentra situado en el número 6 de la calle del Duque de la Victoria.

## Historia
Fue levantado entre 1901 y 1902 por el arquitecto Baeza Eguiluz, sobre la antigua sede del Círculo, de 1853 y que se encontraba ruinosa.
En 1914 se construye su escalera imperial y se adecúa la planta baja para sala de tertulia.

## Descripción
Es una muestra de la arquitectura propia de la burguesía de la Belle Époque. Da a dos calles y cuenta con sótano, planta baja, principal y primera y segunda, así como un ático con mansarda.

## Exterior
Sus fachadas se mueven por un eclecticismo que se apropia de las formas neoclásicas. Presentan una planta baja compuesta de arcos deprimidos, mientras la principal cuenta con una balconada corrida que rodea el edificio, situándose encima óculos y los balcones sencillos de la primera planta. Todo el edificio se corona por medio de una elegante mansarda, situándose sobre el chaflán una cúpula bulbosa.

## Interior
Atravesando el vestíbulo, se llega a la escalera imperial, que conduce a la planta principal, dónde se encuentra el gran salón de baile, de doble altura y la sala de juntas, mientras en la primera se hallan la sala del billar, tres salas de tresillo y los salones de planta baja y escalera principal, construidos en 1914.